# Громадське радіо
Грома́дське ра́діо — українська недержавна організація, яка має на меті створення незалежного радіомовлення в Україні.
Нині існує друга організація з такою назвою. Перше Громадське радіо було створене у 2002 році журналістом Олександром Кривенком. Одне з перших незалежних медіа в Україні проіснувало до 2005 року.
2013 року Громадське радіо відновила група професійних журналістів. На сьогодні Громадське радіо веде цілодобове прямоефірне мовлення на 16 передавачах у шести регіонах України, зокрема на Донеччині та Луганщині. Слухати інформаційну радіостанцію можна також у мережі — на сайті hromadske.radio, на подкаст-платформах та у мобільних додатках.
10 жовтня 2019 року Громадське радіо перемогло у конкурсі на FM-частоту у Києві та на Київщині, отримавши частоту 99,4 FM. Мовлення на цій частоті розпочалося 1 квітня 2020 року.

## Історія
1 грудня 2013 року Громадське радіо розпочало мовлення на хвилях партнерської радіостанції Europa Plus Україна. Перший випуск був присвячений подіям Євромайдану в Києві.
З лютого 2014 року Громадське радіо транслює щоденні двогодинні ток-шоу «Громадська Хвиля» (з перервою на кілька місяців у 2017 році). Програма виходить на хвилях суспільної радіостанції UA: Українське радіо.
З 2014 року Громадське радіо розпочало випускати новинні випуски «Хроніки Донбасу». Новинні випуски транслювалися для жителів регіонів східної України на хвилях партнерських радіостанцій, а згодом і на власних частотах. Наразі новини на Громадському радіо виходять щогодини щодня з 8 до 22. Двічі на день (о 12 та о 18 год) виходять розширені випуски новин.
З 2015 по 2018 рік на Громадському радіо виходили щоденні двогодинні ток-шоу «Київ-Донбас» для Донецької і Луганської областей, а також для переселенців в інші регіони.
З 2017 року родичі українських політв’язнів — сестра Олега Сенцова Наталя Каплан та брат Євгена Панова Ігор Котелянець — ведуть програму про українських бранців, утримуваних в Російській Федерації, окупованому Криму та на непідконтрольних територіях Донеччини і Луганщини «Звільніть наших рідних».
З 2019 року з 8 до 10 ранку будні на Громадському радіо розпочинає програма «Турборанок.Донбас». «Турборанок.Донбас» — це дві з половиною години прямого ефіру, присвяченого нагальним подіям на Донбасі і в цілій Україні.
А у будні з 18:30 до 20 год день підсумовують у програмі DriveTime. Це півтори години прямого ефіру з включеннями, репортажами та гостями у студії.
Загалом мовлення на Громадському радіо складають прямоефірні інформаційно-аналітичні програми, подкасти на найрізноманітніші теми та сучасна, переважно українська, музика.

### Перше Громадське радіо (2002—2005)
Заснована 2002 року львівським журналістом, редактором і публіцистом Олександром Кривенком. Після безуспішних спроб отримати ліцензію на радіомовлення та смерті Кривенка у 2003 році, Громадське радіо припинило своє існування 2005 року. Громадське радіо вважалося одним перших незалежних та об'єктивних майданчиків в Україні, де могли висловитися представники різних політичних сил всупереч цензурі.
Від початку свого існування, у час посиленої цензури останніх років президентства Леоніда Кучми, Громадське радіо безуспішно намагалося отримати ліцензію на радіомовлення від Національної ради з питань телебачення і радіомовлення.
Значна частина тематичних програм цієї радіостанції (ток-шоу, авторські програми, програми новин) розповсюджувалася в інтернеті в формі подкастів. Від осені 2004 і до лютого 2005 Громадське радіо мовило протягом 1 години на тиждень також і в прямому ефірі в Києві та багатьох обласних центрах на хвилях розмовно-інформаційного Радіо-ЕРА FM.
У лютому 2005 Громадське радіо припинило своє існування через припинення фінансування з боку Міжнародного фонду «Відродження». Роботу сайту radio.org.ua, на якому базувалося Громадське радіо, певний час підтримувала його команда як пам'ять про Олександра Кривенка та його проєкт. Нині цей сайт не працює.
На Громадському радіо працювали (чи співпрацювали з ним): Олександр Кривенко, Сергій Рахманін, Роман Скрипін, Зураб Аласанія, Данило Яневський, Микола Вересень, Роман Вибрановський, Дмитро Крикун, Олександр Черненко, Тарас Кузьмов, Михайло Шаманов, Наталія Ряба, Марія Васильєва, Ігор Солдатенко, Євген Глібовицький, Анжела Руденко, Михайло Барбара, Ольга Пирожко, Дмитро Драбик і Наталія Івченко.

### Сучасне Громадське радіо (2013 — н.ч.)
2013 року інша ініціативна група професійних журналістів (зокрема, Максим Буткевич) заснувала новий проєкт під тією ж назвою, що поділяє цілі Громадського радіо Олександра Кривенка — Громадське радіо (2013). Першопочатково журналісти Громадського радіо записували авторські подкасти, згодом проєкт переріс у формат вебрадіо.
21 серпня 2013 року журналісти, зокрема Андрій Куликов, Наталка Соколенко, Леся Сакада, Кирило Лукеренко та Ірина Славінська, випустили «Перший подкаст», в якому пояснили чому вони вирішили заново організувати Громадське радіо.
У прямий ефір журналісти Громадського радіо вийшли 1 грудня 2013 року на хвилі радіостанції «Європа Плюс». У цьому ефірі ведучий Громадського радіо Андрій Куликов вів марафон «Євромайдан Онлайн» разом з ведучими Europa Plus Україна Юлією Бурковською і  Денисом Кубряком.
Проєкт використовує логотип першого Громадського радіо з дозволу Міжнародного фонду «Відродження». Також, стартуючи, нове Громадське радіо користувалося частиною обладнання, що залишилася після закриття першого Громадського радіо.
З 2013 року правління очолював Олександр Бузюк, у 2015 році його замінив Андрій Куликов.
У липні 2015 року Громадське радіо в результаті конкурсу ліцензій Національної ради України з питань телебачення та радіомовлення отримало можливість мовити на п'яти частотах — у Києві та області, Донецькій та Луганській областях. Восени 2015 року Громадське радіо розпочало власне мовлення на десяти передавачах на Донбасі та в Києві (у столиці це УКХ-діапазон).
Станом на 2019 рік Громадське радіо мовить на 16 передавачах у шести регіонах України. Зокрема, у Донецькій, Луганській, Одеській та Черкаській областях, у мітсах Київ і Дніпро. Чують Громадське радіо і на непідконтрольній Україні території. Звільнений з незаконного утримання в колонії «ДНР» Володимир Фомічов розповідав, що у колонії в Горлівці, де його утримували бойовики, слухав також і Громадське радіо. Про це ж розповідали і колишні бранці Ігор Козловський та Станіслав Асєєв.
10 жовтня 2019 року Громадське радіо перемогло у конкурсі на FM-частоту у Києві та на Київщині та отримало частоту 99,4 FM, де розпочало мовлення наприкінці березня 2020 року.
1 квітня 2021 року Громадське радіо припинило супутникове мовлення на супутнику «Astra 4A».

## Команда
- Андрій Куликов — голова правління ГО «Громадське радіо».
- Кирило Лукеренко — виконавчий директор ГО «Громадське радіо».
- Тетяна Курманова — директорка ПГО ТРК «Громадське радіо» та програмна директорка Громадського радіо.
- Тетяна Трощинська — голова редакційної ради Громадського радіо.

## Діджитал
Громадське радіо публікує подкасти українською, російською, англійською, французькою та польською мовами. На Soundcloud із кінця серпня 2013 до кінця грудня 2019 року ефіри станції прослухали понад 3,8 млн разів. Це слухачі з України, Росії, США, Канади, Німеччини, Італії та Польщі.
Із вересня 2018 року запрацював новий сайт мультимедійної платформи hromadske.radio — це ексклюзивні новини і репортажі, головні події дня і аналіз цих події у свіжих подкастах і публікаціях. На сайті є відеотрансляція ефіру, а також відео-проєкти Громадського радіо.
2019 року сайт Громадського радіо читали в Україні, Польщі, США, Росії, Італії, Німеччині, Чехії, Сполученому Королівстві, Іспанії, Канаді та багатьох інших країнах.
Подкасти і новини Громадського радіо також доступні у мобільних додатках для Android та iOS.

### Супутникове мовлення
- Супутник Astra 4A,
- Частота — 12073,
- Символьна швидкість — 27500,
- Поляризація — горизонтальна,
- FEC — 3/4.

## Міста мовлення
- Київ — 99,4 FM
- Бахмутівка — 98,1 FM
- Біловодськ — 92,6 FM
- Білолуцьк — 100,0 FM
- Велика Михайлівка — 88,7 FM
- Волноваха — 103,8 FM
- Гірник — 91,4 FM
- Зоринівка — 103,7 FM
- Краматорськ — 90,9 FM
- Лисичанськ — 87,7 FM
- Маріуполь — 89,1 FM
- Миколаїв — 88,3 FM
- Мирноград — 99,6 FM
- Нікополь — 91,5 FM
- Олешки — 94,4 FM
- Подільськ — 92,0 FM
- Покровськ — 99,6 FM
- Слов'янськ — 90,9 FM
- Старобільськ — 90,2 FM
- Суми — 88,6 FM
- Херсон — 94,4 FM
- Хутір-Михайлівський — 89,9 FM
- Чернігів — 105,9 FM

1 вересня 2017 року Національна рада України з питань телебачення і радіомовлення відмовила Громадському радіо у наданні ліцензії на мовлення у Луцьку, віддавши її «Хіт ФМ» (холдинг «ТАВР Медіа» Миколи Баграєва та Віктора Пінчука).

## Фінансування
Приблизний бюджет за 2014 був закладений у розмірі 2 мільйонів гривень, остаточний розмір склав 2 300 000 гривень. Основним джерелом фінансування Громадського радіо на початку були пожертви інституцій та приватні пожертви. Окремі програми створюються за рахунок фінансової підтримки міжнародних організацій і фондів з Європи та США. Донори, які надають пожертви Громадському радіо, поділяють ідеологію та редакційні принципи радіо та гарантують невтручання у редакційну політику.
Щороку Громадське радіо звітує про витрати коштів Ревізійній комісії, а також публікує відповідну інформацію на своєму сайті.
Крім того, Громадське радіо збирає кошти за допомогою краудфандингових платформ. Восени 2013 команда зібрала понад 85 тисяч гривень на платформі колективного фінансування проєктів «Спільнокошт». На початку 2014 року радіо зібрало понад $17 000 на платформі американського сайту Indiegogo. Виручені кошти пішли на оренду студії, обладнання та оплату звукорежисерам і авторам програм протягом року. 2016 року Громадське радіо зібрало понад 100 тисяч гривень на платформі «Спільнокошт». Ці кошти допомогли записати 36 випусків трьох різних подкастів на тему мистецтва, культури та самоосвіти.
Після того, як Національна рада України з питань телебачення і радіомовлення в черговий раз не надало прав на мовлення радіостанції, цього разу у місті Кривий Ріг, припинила вихід денна програма «Київ—Донбас» і під загрозою опинилися інші програми, зокрема новинний блок, більшість програм випускалася журналістами на волонтерських засадах. 23 жовтня 2018 Громадське радіо розпочало марафон зі збору коштів «Чесні новини у час передвиборчої брехні» на платформі «Спільнокошт». До підтримки радіостанції як незаангажованого медіа долучилися співаки Тарас Тополя та Сергій Фоменко, Ірма Вітовська, активіст благодійного руху та журналіст «Радіо «НВ»» Павло Новіков.
2019 року Громадське радіо провело кампанію зі збору коштів на «Спільнокошті» та на американському сайті GoFundMe. На GoFundMe зібрали майже 3000 доларів у рамках кампанії «Чесні новини для України». Окремо на потреби Громадського радіо збирала кошти американська громадська організація «Разом».

## Програми та подкасти

### Програми в ефірі
- Турборанок.Донбас — дві з половиною години прямого ефіру з 8 по 10 ранку по буднях, присвяченого нагальним подіям на Донбасі і в цілій Україні. Крім того, програма висвітлює ґендерну проблематику, питання інклюзії, антидискримінаційні зусилля на Донбасі та в інших регіонах України.
- DriveTime — півтори години підсумків дня з 18:30 по 20 год з включеннями, репортажами та гостями у студії.
- Громадська хвиля — щоденне ток-шоу з «героями дня» — тими, хто творить історію України: посадовцями та волонтерами, парламентарями та експертами, митцями та науковцями, громадськими активістами та бійцями. Серед запрошених також іноземні експерти, політики та митці.
- #ЯЗахищаюЇЇ — програма про жінок, котрі зіштовхуються з дискримінацією за дуже різними ознаками. Ведучі – Лариса Денисенко та Вікторія Єрмолаєва разом з юристками «ЮрФем» або профільними експертами інших організацій не лише обговорюють прикрі моменти, а й намагаються пояснити як діяти в критичних ситуаціях, щоб захистити чи убезпечити себе. В ефірі щочетверга о 11:05.
- Звільніть наших рідних — півгодинна програма про політв'язнів і полонених. Виходить щочетверга о 20 год.
- Тут і зараз — щосереди о 20 год жива музика зі студії Громадського радіо.
- Кут зору — великі інтерв’ю з лідерами та лідерками думок, політиками, людьми, що ухвалюють рішення. У суботу та неділю об 11 год.
- Зустрічі — недільна програма про українсько-єврейські взаємини, спільну історію, взаємопроникнення, обмін культур та переклад.
- Пора року — програма Андрія Куликова щонеділі о 17 год бесіди із музикантами в студії, жива музика.

### Подкасти
- 40 нові 20 — авторський подкаст Тетяни Трощинської про те, що в 40 і після 40 можна робити другу кар’єру, отримувати другу, третю освіту, одягати те, що подобається, народжувати дітей, відкрито називати свій вік і знати, що гормональні зміни неминучі.
- ПроЧитання – це свіжі щоденні огляди нової української літератури від Тетяни Петренко.
- ДНО (дезінформація, наклеп, обман) — про фейки, дезінформацію, маніпуляції в інформаційному світі. Ана Море разом з фахівцями у сфері комунікацій працює над вихованням критичного мислення та медіаграмотності.
- Персона — подкаст Олі Русіної про історії, відомих людей, народжених на Донбасі.
- Антикульт — подкаст Григорія Пирліка та Дмитра Бєлоброва, у якому розвінчують міфи про Радянський Союз.
- «Їжаки» — подкаст Зосі Зосім про таємниці страв.
- «Путівник» — програма Ірини Кондратенко та Валентини Троян про подорожі Україною.
- «Ключ, який завжди зі мною» — про персональні історії пересічних мешканців Донбасу, які були змушені покинули свою домівку, розповідає луганчанка Валентина Троян.
- Гисторія — подкаст Василя Шандра про найрізноманітніші явища в історії України.
- From Far Away – радіоблог про артистів, які створюють свою музику на великих студіях, або вдома на кухні. Тих, які співають арабською та начитують бразильський реп. Співачка і саунд-дизайнерка Маргарита Кулічова (відома своїм соло-проєктом Grisly Faye) знайомить зі своїми друзями-музикантами з Куби, колегами з Мадагаскару, кузинами з Бронксу, сусідами з Единбургу, братами з Позняків та secret crush з передмістя Лондону.
- Бюро судової інформації — спільний проєкт Громадського радіо та кримського «Центру журналістських розслідувань» про судове слідство у «кримських справах» у національних судах, процеси «Україна проти Росії» у міжнародних судах та реформування судової системи України.
- Економічний тиждень з Олексієм Геращенком — просто про економіку.
- Наука як по маслу — доступно про науку від Ольги Маслової.
- АртТиCool — про ідентифікацію мистецтва від Романа Молодія.

### Раніше виходили на хвилях Громадського радіо
- Правда про жіноче здоров'я —  програма, у якій розвінчували міфи, стереотипи щодо жіночого тіла, менструацій, гормональних змінів, сексу, післяпологової депресії, інтимного життя під час вагітності та у зрілому віці, свого здоров’я та медичної допомоги. Проєкт реалізовувася спільно з ВЖГО Проєкт Кешер.   2018 року отримала відзнаку «Ґендерна рівновага» від ГО «Інформаційно-консультативний жіночий центр» та ГО «Ла Страда Україна» за популяризацію теми жіночого здоров’я, подолання стереотипів про жіноче тіло та сприяння утвердженню ґендерної рівності.
- ECO SAPIENS — програма про свідоме життя на планеті.
- Хвостата Хвиля — програма про собак та котів, про те, як турбота про домашнього улюбленця змінює людей, сім’ї і громади.
- Ранкова Хвиля — програма про важливе у світі та в країні. Серйозні розмови із гостями на актуальні теми дня, а також, багато музики.
- Київ-Донбас — щоденна програма про події на Донбасі, життя та проблеми переселенців зі сходу України, та найважливіші події усієї країни та світу
- ППП — Правда проти політиків.
- Точки опори — проєкт соціально-психологічної підтримки для людей, які потрапили у складну життєву ситуацію через конфлікт на Донбасі.
- Моя історія — перший мультимедійний проєкт у форматі short documentary. Короткі документальні відеоепізоди, історії від як відомих, так і невідомих людей, з яких складається історія країни, але навряд чи про це напишуть у підручниках.
- Ген справедливості — для тих, хто потребує правової допомоги. Чи може система безоплатної правової допомоги стати тим «геном справедливості», який змінить традиційно негативне ставлення українців до системи правосуддя?
- На свіжу голову — ранкове ток-шоу спільного виробництва Громадського радіо і радіо «Промінь»
- Територія — програма про владу та права місцевих громад.
- Українські герої — історії українських бійців, поранених в зоні бойових дій в період з червня 2014 по березень 2015 років.
- Філософський барабан — «неформатні» інтерв'ю з відомими інтелектуалами про філософів.
- Чайник — програма для тих, хто хоча б раз почувався розгубленим новачком, таким собі «чайником». Експерти з різноманітних питань доступно та цікаво розповідають про складне.
- 2020 року під час пандемії Covid-19 при підтримці Уряду Канади в рамках проєкту «Голос жінок і лідерство – Україна», що впроваджується Українським Жіночим Фондом» реалізується спільний з Проєктом Кешер проєкт "Жіноча сторона карантину".[16]

### Сторінки в соцмережах
- Громадське радіо у соцмережі «Facebook»
- Громадське радіо у соцмережі «Твіттер»
- Громадське радіо на YouTube
- Громадське радіо  у соцмережі «Instagram»
- Канал Громадське радіо на YouTube
- Громадське радіо у месенджері «Telegram»

### Інші посилання
- Громадське радіо у соціальній звуковій хмарі SoundCloud
- Потік MP3 у якості 160k 48кГц. Архів оригіналу за 13 липня 2020. Процитовано 4 липня 2020.
- Сайт Громадського радіо Олександра Кривенка (2002—2005)
- Сайт оновленого Громадського радіо
- Мобільний додаток suspilne.radio [Архівовано 4 липня 2020 у Wayback Machine.] у PlayMarket для Андроїд та у AppStore для iOs [Архівовано 4 липня 2020 у Wayback Machine.]